# Hans Meyer
Hans Meyer (Hildburghausen, 22 marzo 1858 – Lipsia, 5 luglio 1929) è stato un geologo ed esploratore tedesco.
Nel 1887 tentò la prima scalata al Kilimanjaro: raggiunse la base della cima Kibo, ma fu costretto a tornare indietro. Non aveva con sé l'equipaggiamento necessario ad affrontare la neve e il ghiaccio caratteristici della cime Kibo. L'anno successivo, Meyer pianificò un altro tentativo di salire sul vulcano della Tanzania insieme al cartografo Oscar Baumann, ma la missione fu interrotta quando vennero catturati e fatti prigionieri durante una rivolta locale.
Il 5 ottobre 1889, Meyer raggiunge la cima più alta del Kilimanjaro, insieme all'alpinista professionista Ludwig Purtscheller e la guida Yohani Kinyala Lauwo (data di nascita presunta 1871, morto il 10 maggio 1996 all'età di 125 anni). In seguito, nella sua carriera, Meyer praticò l'alpinismo nelle Isole Canarie e sulle Ande.

## Opere
Ha pubblicato diversi articoli sulle sue avventure nell'Africa Orientale Tedesca, in Ecuador e alle Canarie. Di seguito una lista non esaustiva delle sue opere:
- Eine Weltreise. Lipsia (1885)
- Zum Schneedom des Kilima-Ndscharo. Berlino (1888)
- Ostafrikanische Gletscherfahrten. Lipsia (1890)
- Die Insel Tenerife. Lipsia (1896)
- Der Kilima-Ndscharo. Berlino (1900)
- Die Eisenbahn en im tropischen Afrika. Lipsia (1902)
- In den Hochanden von Ekuador. Berlino (1907)